# Ибрагимов, Айдын Али оглы
Айдын Али оглы Ибрагимов (азерб. Aydın Əli oğlu İbrahimov; 17 сентября 1938, Кировабад — 2 сентября 2021, Баку) — азербайджанский и советский борец вольного стиля, выступавший за СССР в весовой категории до 57 кг. Азербайджанец по национальности. Персональный пенсионер Президента Азербайджанской Республики (2019).
Бронзовый призёр олимпийских игр 1964 года, чемпион мира 1963, чемпион Европы 1966, чемпион СССР 1964, серебряный призёр 1963, бронзовый — 1960 и 1967. Заслуженный мастер спорта СССР (1965) и заслуженный тренер СССР. Президент ПФК «Нефтчи» (1988–1997). Член общества «Динамо» (Баку).
Скончался 2 сентября 2021 года в Баку от COVID-19.

## Результаты выступлений
| Игры       | Весовая категория | Раунд 1                    | Раунд 2                       | Раунд 3                       | Раунд 4                         | Финальный раунд             | Финальный раунд             |
| Игры       | Весовая категория | Соперник Результат         | Соперник Результат            | Соперник Результат            | Соперник Результат              | Соперник Результат          | Соперник Результат          |
| ---------- | ----------------- | -------------------------- | ----------------------------- | ----------------------------- | ------------------------------- | --------------------------- | --------------------------- |
| Токио 1964 | до 57 кг          | Мозес Лопез (Мексика) поб. | Кодзи Хирабаяси (Канада) поб. | Пекка Аланен (Финляндия) поб. | Чои Еонг-Гил (Южная Корея) поб. | Хюсейин Акбаш (Турция) пор. | Ёдзиро Уэтакэ (Япония) пор. |